# ルクセンブルクの世界遺産

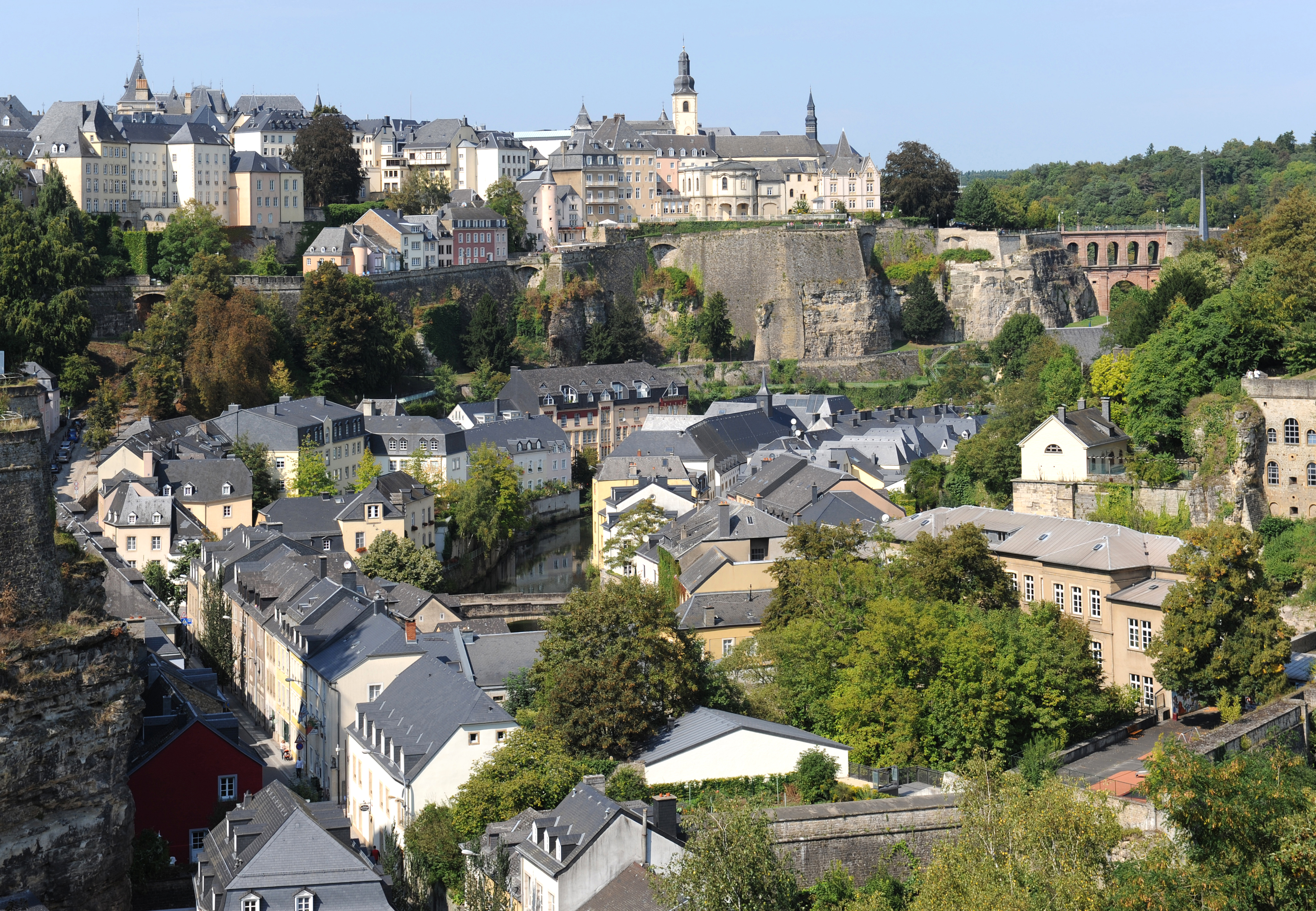
ルクセンブルクの古い街並み

ルクセンブルクの世界遺産(ルクセンブルクのせかいいさん)はユネスコの世界遺産に登録されているルクセンブルク国内の文化・自然遺産の一覧。

## 文化遺産
- ルクセンブルク市：その古い街並みと要塞群 - (1994年に登録)※

## 自然遺産
なし

## 複合遺産
なし

## 暫定リスト掲載物件
ルクセンブルク政府は、登録の前提となる暫定リストに1ヶ所を掲載している。

### 文化遺産
- The Town and Castle of Vianden, Diekirch[1] (1993)

### 自然遺産
なし

### 複合遺産
なし